# Ptychomitrium standleyi
Ptychomitrium standleyi là một loài rêu trong họ Ptychomitriaceae. Loài này được H.A. Crum mô tả khoa học đầu tiên năm 1984.